# Saison 2008 des Diamondbacks de l'Arizona
La saison 2008 des Diamondbacks de l'Arizona est la 11e saison pour cette franchise en Ligue majeure.

## La saison régulière

### Classement
| Ligue nationale (Division Ouest) | V  | D  | %     | GB   |
| -------------------------------- | -- | -- | ----- | ---- |
| Dodgers de Los Angeles           | 84 | 78 | 0.519 | --   |
| Diamondbacks de l'Arizona        | 82 | 80 | 0.506 | 2.0  |
| Rockies du Colorado              | 74 | 88 | 0.457 | 10.0 |
| Giants de San Francisco          | 72 | 90 | 0.444 | 12.0 |
| Padres de San Diego              | 63 | 99 | 0.389 | 21.0 |

## Statistiques individuelles

### Frappeurs
Note: J = Matches joués; V = Victoires; D = Défaites; AB = Passage au bâton; H = Hits; Avg. = Moyenne au bâton; HR = Cop de circuit; RBI = Point produit
| Joueur | J | AB | H | Avg. | HR | RBI |
| ------ | - | -- | - | ---- | -- | --- |

### Lanceurs partants
| Joueur | J | IP | V | D | ERA | SO |
| ------ | - | -- | - | - | --- | -- |

### Lanceurs de relève
| Joueur | J | V | D | SV | ERA | SO |
| ------ | - | - | - | -- | --- | -- |